# Сновидовичский сельский совет
Сновидовичский сельский совет — орган местного самоуправления в Рокитновском районе Ровненской области. Административный центр — село Сновидовичи.

## Общие сведения
- Сновидовичский сельский совет образован в 1940 году.
- Территория совета: 106,925 км²
- Населения совета: 2 452 лица (по состоянию на 2001 год)

## Населенные пункты
Сельскому совету подчинены населенные пункты:
- с. Сновидовичи
- с. Будки-Сновидовичские
- с. Остки

## Состав совета
Совет состоит из 16 депутатов и председателя.
- Председатель совета: Охримчук Виктор Павлович
- Секретарь совета: Масовец Надежда Сергеевна

### Руководящий состав предыдущих созывов
| Фамилия, имя, отчество   | Основные сведения                                                                                | Дата избрания | Дата увольнения |
| ------------------------ | ------------------------------------------------------------------------------------------------ | ------------- | --------------- |
| Борисовец Семён Наумович | Сельский голова, 1950 года рождения, беспартийный                                                | 26.03.2006    | 31.10.2010      |
| Борисовец Семён Наумович | Сельский голова, 1956 года рождения, образование высшее, беспартийный                            | 31.10.2010    | 02.06.2013      |
| Охримчук Виктор Павлович | Сельский председатель, 1964 года рождения, образование среднее специальное, член Партии регионов | 02.06.2013    |                 |

Примечание: таблица составлена по данным сайта Верховной Рады Украины